# Université nationale d'Ukraine Vladimir-Dahl
L'université nationale d'Ukraine Vladimir-Dahl (en ukrainien : Східноукраїнський національний університет імені Володимира Даля) est une université d'Ukraine.

## Historique
Fondée en 1920 à Louhansk, elle porte aujourd'hui le nom de Vladimir Dahl, lexicographe. Elle est la première du Donbass. En premier installée dans l'école Pouchkine de Luhansk, elle déménageait dans la maison de Vasnev puis en 1927, deux étages au 38 de la rue Lénine. Pendant le seconde guerre mondiale elle déménageait à Omsk. Rétablie  comme branche de l'institut polytechnique de Karkiv, elle devint indépendante en 1960. En 1993 elle devint l'université orientale d'Ukraine et en 1996 obtenait l'accréditation de niveau IV. Après octobre 2014, le ministère actait son déplacement à Sievierodonetsk.

## Anciens de l'université
- Guennadi Kouzmine, grand maître international ;
- Natalia Korolevska, ministre et députée ;
- Youlia Malinovsky, députée de la Knesset ;
- Iouri Boïko, vice-premier ministre de l'Ukraine ;
- Oleksiy Danilov, député et gouverneur de l'oblast de Louhansk.

## Enseignants
- Inna Forostiouk